# Hesperophymatus chydaeus
Hesperophymatus chydaeus är en skalbaggsart som beskrevs av Martins och Monné 1975. Hesperophymatus chydaeus ingår i släktet Hesperophymatus och familjen långhorningar. Inga underarter finns listade i Catalogue of Life.